# Luna 4
Luna 4, hay E-6 No.4 là một phi thuyền của Liên Xô được phóng lên như là một phần của chương trình Luna để cố gắng hạ cánh mềm đầu tiên trên Mặt Trăng. Sau khi phóng lên thành công, phi thuyền không thể thực hiện hiệu chỉnh tên lửa dọc đường đi và kết quả là nó đã bỏ lỡ Mặt Trăng, thay vào đó trở thành vệ tinh bay vòng quanh Trái Đất trong quỹ đạo.

## Nhiệm vụ
Luna 4 được phóng với tên lửa mang tên Molniya-L vào lúc 08:16:37 UTC ngày 2 tháng 4 năm 1963. Vị trí phóng lên là vị trí 1/5 tại sân bay vũ trụ Baikonur. Sau khi đạt được quỹ đạo ban đầu 167 x 182 km (104 x 113 mi), giai đoạn trên của tên lửa khởi động lại để đặt Luna 4 lên một quỹ đạo tiến tới Mặt Trăng.
Tàu vũ trụ đã không thực hiện một phép điều chỉnh trung gian bắt buộc, dẫn đến việc tàu đã đi sát qua mặt trăng, cách 8,336,2 km (5,179,9 dặm) lúc 13:25 UT ngày 5 tháng 4 năm 1963. Sau đó nó đã đi vào một quỹ đạo vòng quanh Trái Đất 90.000 × 700.000 barycentric. Một chương trình giảng dạy mang tên Hitting the Moon đã được lên kế hoạch phát sóng trên Đài phát thanh Moskva lúc 7:45 chiều. tối ngày 5 tháng 4 nhưng đã bị hủy bỏ. Tàu vũ trụ vẫn truyền tải thông tin ở tần số 183,6 MHz ít nhất cho đến ngày 6 tháng 4.

## Ảnh cận cảnh mặt trăng
Mục đích của thí nghiệm này là thu thập thông tin về các đặc tính của bề mặt mặt trăng. Những đặc tính này bao gồm mức độ lồi lõm, cấu trúc và kích thước của các miệng hố, số lượng, phân bố và kích cỡ của ejecta, tính chất cơ học của bề mặt như độ bền chịu lực, độ kết dính, độ nén, vv. các tính năng bề mặt cũng nằm trong số các mục tiêu của thí nghiệm lần này.